# Relação espúria
Uma relação espúria, também chamada de correlação espúria, é uma relação estatística existente entre duas variáveis, mas onde não existe nenhuma relação causa-efeito entre elas. Essa relação estatística pode ocorrer por pura coincidência ou por causa de uma terceira variável. Ou seja, neste último caso, pode ocorrer que as variáveis A e B sejam correlacionadas porque ambas são causadas por uma terceira variável C (referida como uma "variável de resposta comum", "fator de confusão" ou "variável oculta").
Um exemplo clássico de relação espúria é a taxa de afogamento em piscinas, que sempre sobe na mesma medida em que sobe o consumo de sorvete, o que não implica, é claro, que tomar sorvete provoca afogamento. A "variável oculta", neste caso, é o verão, já que ambos são mais frequentes nesta estação do ano.
Em casos raros, uma relação espúria pode ocorrer entre duas variáveis completamente não relacionadas sem qualquer variável de confusão, como foi o caso entre o sucesso do time profissional de futebol americano Washington Redskins em um jogo específico antes de cada eleição presidencial e o sucesso do partido político do presidente em exercício na referida eleição. Por 16 eleições consecutivas, entre 1940 e 2000, a "Regra dos Redskins", como ficou conhecida, comparou corretamente se o partido político do presidente em exercício manteria ou perderia a presidência.